# Asperula cristata
Asperula cristata là một loài thực vật có hoa trong họ Thiến thảo. Loài này được (Sommier & Levier) V.I.Krecz. mô tả khoa học đầu tiên năm 1934.